# Айя Кхема
Не следует путать с Айу Кхандро — буддийской учительницей йоги, жившей с 1839 по 1953 год.
Айя Кхема (25 августа 1923, Берлин — 21 ноября 1997 или 2 ноября 1997, Ой-Миттельберг, Бавария) — немецкая буддийская монахиня и учительница. Внесла весомый вклад в возможность приобщения женщин к буддизму, основав несколько специализированных заведений в разных странах мира.

## Биография
Ильзе Куссель (настоящее имя монахини) родилась 25 августа 1923 года в Берлине в еврейской семье. В 1938 году её родители эмигрировали в Китай, спасаясь от репрессий нацистской Германии, а 15-летнюю девушку, вместе с двумястами другими немецкими детьми-евреями, приютили в шотландском Глазго. В 1940 году, уже после начала Второй мировой войны, Ильзе наконец-то смогла прибыть к родителям в Шанхай. После захвата этого города японскими войсками, семья была отправлена в Шанхайское гетто, где прожила всю войну. Отец Ильзе умер здесь 3 мая 1945 года, за считанные дни до окончания войны.
Почти сразу после окончания войны 22-летняя девушка вышла замуж за 39-летнего мужчину по имени Йоханнес и переехала к нему в собственную квартиру в престижном районе Хункоу. В 1947 году у пары родилась дочь, которую назвали Ирен, но она умерла во младенчестве. Как только Народно-освободительная армия Китая взяла Шанхай, Ильзе и Йоханнес уехали в США, в Сан-Франциско. Затем последовали переезды в Лос-Анджелес, в Сан-Диего, где женщина родила второго ребёнка — сына, которому дали имя Джеффри.
Через некоторое время Ильзе начала ощущать духовную неудовлетворённость, что привело её к изучению различных религиозных практик, чего её муж не одобрил, и поэтому вскоре пара развелась. Женщина с маленьким сыном уехала на «Ранчо ла Пуэрта» — своеобразный эко-курорт, расположенный в пригороде Текате в мексиканском штате Нижняя Калифорния. Там она стала изучать философию секты ессеи. Там же она вскоре вышла замуж второй раз, за мужчину по имени Герд. Вскоре вся семья стала вегетарианцами — этой практике женщина осталась верна на всю жизнь. Ильзе, Герд и Джеффри вскоре отправились в путешествие по миру: они за несколько лет посетили несколько стран Южной Америки, Новую Зеландию, Австралию, Пакистан, и наконец осели в Сиднее, где Ильзе познакомилась с буддистом Кхантипало, с которым осталась дружна на всю жизнь. С целью продолжить своё обучение духовным практикам, Ильзе отправилась в Сан-Франциско, чтобы изучать дзэн в Сан-Францисском Центре дзэна, и работала в горном Центре дзэна «Тассахара» на протяжении трёх месяцев. После этого Ильзе отправилась в Бирму, где три недели посещала уроки медитации Ба Кхина.
В 1978 году Ильзе основала в австралийском штате Новый Южный Уэльс лесной монастырь Ват Будда Дхамма, назначив своего старого друга Кхантипало его аббатом.
Затем, пожелав стать бхикшу (монахиней высшей степени посвящения), Ильзе отправилась в Таиланд, где изучала соответствующие духовные практики на протяжении трёх месяцев. После этого женщина отправилась на Шри-Ланку, где познакомилась с буддийским монахом немецкого происхождения Ньянапоника Тхера, который представил её местному монаху Нарада Махатера. Он взял женщину в ученицы, дав ей новой имя — Айя Кхема.
В 1983 году, обеспокоенная усиливающейся непроходящей болью, 60-летняя Айя Кхема обратилась к врачам, которые диагностировали у неё рак молочной железы. На протяжении следующих десяти лет женщина продолжала мучиться от своего заболевания, и лишь в 1993 году, уже живя в Германии, согласилась на мастэктомию (удаление груди).
В 1987 году Айя Кхема стала координатором первого собрания «Сакьядхита» — международной некоммерческой организации, цель которой — облегчение приобщения женщин всего мира к буддизму. Тема первой конференции была «Буддийские монахини в обществе».
В 1988 году Айя Кхема получила рукоположение от своего наставника, Нарада Махатера, и стала бхикшуни. Церемония прошла в только что выстроенном храме Си-Лай в Калифорнии.
В 1989 году Айя Кхема вернулась в Германию и стала учить буддизму в Мюнхене.
В 1993 году, во время пятинедельного восстановительного периода после мастэктомии в больнице, 70-летняя Айя едва не умерла, но врачам удалось вернуть её к жизни.
Айя Кхема скончалась 21 (по другим данным — 2) ноября 1997 года в немецком городке Ой-Миттельберг, где жила последние годы в так называемом «Буддийском доме». Причиной смерти стал рак груди, который у неё диагностировали ещё 14 лет назад. Её прах покоится в ступе в том же «Буддийском доме».